# Lüdersen
Lüdersen ist eine Ortschaft in der Stadt Springe in Niedersachsen. Sie trägt den Beinamen „Bergdorf“.

## Geografie
Lüdersen liegt im Nordosten des Stadtgebietes von Springe, am Osthang des Süllbergs, einem östlichen Ausläufer des Deisters. Es ist das einzige Bergdorf der Region Hannover. An mehreren Stellen bietet sich daher ein reizvoller Ausblick auf die historische Landschaft des Calenberger Landes bis nach Hannover. An Tagen mit guter Fernsicht, kann man den höchsten Berg des Harzes, den Brocken, klar sehen. Der Ort liegt innerhalb der Calenberger Lössbörde mit fruchtbaren Ackerböden.
Lüdersen ist Teil der Metropolregion Hannover-Braunschweig-Göttingen.

## Geschichte
Erste menschliche Spuren im Gebiet um Lüdersen stammen aus der Jungsteinzeit.
Der Ort Lüdersen wurde erstmals als Luidgereshem in einer nicht mehr erhaltenen Urkunde des Bischofs Milo von Minden (969–996) erwähnt. Die Namensendung „-hem“ = „heim“ lässt darauf schließen, dass der Ort wahrscheinlich bereits im 5. bis 7. Jahrhundert existierte. Der Name änderte sich im Laufe der Zeit in Ludershusen (1252), Ludersen (1424) und in das heutige Lüdersen.

### 11.–15. Jahrhundert
Das älteste Gebäude Lüdersens ist die unter Denkmalschutz stehende Sankt-Marien-Kirche. Der Turm wurde entweder um die Jahre 1060 oder 1100 als Wehrturm mit Hocheingang erbaut. Zu dieser Zeit gehörte Lüdersen zum Herzogtum Sachsen. Innerhalb des Herzogtums gehörte das Gebiet zum Teil Engern.
Nachdem 1180 über Heinrich den Löwen die Reichsacht verhängt wurde, stritten sich die Welfen und die Bischöfe von Minden und Hildesheim um das Land westlich von Hannover. Das Gebiet wurde in der Folgezeit von den Grafen Hallermund beherrscht.
Um 1250 (vermutlich 1252) wurde der ältere Teil des Kirchenschiffes gebaut. Die Kirche liegt außerhalb des Kerndorfes aus wahrscheinlich vorchristlicher Zeit. Erst im späten Mittelalter wuchs das Dorf um die Kirche herum.
Ab 1292 wurde das Gebiet wieder von den Welfen beherrscht.
Anfang des 14. Jahrhunderts häufte das von den Grafen Hallermund gegründete Zisterzienserkloster Loccum gezielt Landbesitz in Lüdersen, da sich in Lüdersen auch in der Zeit einer beginnenden landwirtschaftlichen Krisenzeit Landausbau noch lohnte.
Gemäß einer Urkunde aus dem Jahre 1302 gehörte die Lüderser Kirche zu diesem Zeitpunkt zum Archidiakonat Pattensen. Herzog Otto von Braunschweig-Lüneburg und Göttingen als Patronatsherr überwies seinerzeit sein Recht samt seinen Besitzungen in Lüdersen an das Zisterzienserkloster Loccum. Die Eingliederung fand um 1380 statt. Die Verwaltung erfolgte durch einen vor Ort lebenden Klosterbruder. Anderer wesentlicher Landeigentümer war das Kloster Fischbeck.
Die Grundherren legten kein Salland mehr an, sondern forderten von den Bauern nur noch Abgaben und relativ wenige Dienste. Der an das Kloster Loccum zu errichtende Korn-Zins wird auf dem Boden des Leichenhauses gelagert.
In dieser Zeit wurden viele Dörfer im Calenberger Land aufgegeben. So zum Beispiel auch das ursprünglich zwischen Lüdersen und Holtensen gelegene Dorf Weningreder (Wenningrode). Das Dorf wurde erstmals 1269 und letztmals 1346 erwähnt. Bei Holtensen erinnert die Flurbezeichnung Wenningröder Feld noch an die Wüstung. Weitere aufgegebene Kleindörfer in der näheren Umgebung waren Stamsdorf und Disber.
In dieser Zeit begann sich das Meierrecht in der Gegend durchzusetzen. Die Bauern wurden dazu aus der Leibeigenschaft entlassen.
1363 verkaufte das Kloster Loccum auf Wiederkauf Güter zu Lüdersen, Gestorf und Hüpede an die von Berkensen. Im Jahre 1417 löste das Kloster Loccum die an die von Berkensen auf Wiederkauf verkauften Güter zu Lüdersen, Gestorf und Hüpede gegen den Widerstand der von Berkensen wieder ein.
1497 wurde die Kirche um den 8 m langen Chor erweitert.

### 16.–18. Jahrhundert
Im Jahre 1520 – während der Hildesheimer Stiftsfehde – brannte Lüdersen ab. Die Kirche blieb verschont. Drei Jahrzehnte später setzte sich die Reformation in Lüdersen durch. 1588 wurden Lüdersen und Bennigsen zu einer Pfarre verschmolzen.
In den Jahren 1625/1626 wütete die Pest im Calenberger Land. 1689 hatte Lüdersen 195 Einwohner. Es bestanden 35 bewirtschaftete Hofstellen (inkl. der Küsterei). Im Jahr 1744 erhielt die Kirche eine erste Glocke. Die zweite Glocke kam 60 Jahre später hinzu. 1787 wurde der noch heute genutzte Taufengel in der St.-Marien-Kirche erstmals erwähnt.

### 19. Jahrhundert
Die Kirche erhielt 1812 eine erste Orgel. 1814 wurde Lüdersen Teil des neu gegründeten Königreich Hannover. 1816 wurde der Ort Teil der neu gegründeten Landdrostei Hannover. Die Landdrosteien wurden als Mittelbehörden im Königreich gebildet.
Um 1850 endete durch eine Ablösung die Grundherrschaft des Klosters Loccum über das Land der Bauern. 1852 wurde Lüdersen im Rahmen einer umfassenden Verwaltungsreform Bestandteil des Amtes Calenberg. In den Jahren 1855 und 1856 wurde das Schulgebäude errichtet. 1866 wurde Lüdersen durch die Annexion des Königreich Hannover Teil der preußischen Provinz Hannover.
1871/72 wurde die Kirche im neugotischen Stil renoviert. Im Rahmen weiterer Umbaumaßnahmen verschwand das Leichenhaus; der Eingang wurde verlagert.
1872 wurde die an Lüdersen vorbeiführende Bahnstrecke Hannover–Altenbeken fertiggestellt.
1885 wurde Lüdersen Teil des neu gebildeten Kreises Springe. Im Jahre 1893 wurde – zunächst nur für Männer – der Gesangverein „Frohsinn“ gegründet.
1897 wurde die Spar- und Darlehenskasse Lüdersen eGmbH gegründet. In den 1960er Jahren erfolgte die Verlegung des Sitzes nach Bennigsen.

### 20. Jahrhundert
Im Jahr 1906 wurde der Dorfkern an das elektrische Stromnetz angeschlossen. Die Versorgung erfolgte über die 1899 in Pattensen eingerichtete Straßenbahn-Endhaltestelle in Pattensen.
Am 21. Juli 1927 wurde die Freiwillige Feuerwehr Lüdersen gegründet. 1936 wurde Lüdersen an die öffentliche Wasserversorgung angeschlossen. Bis dahin erfolgte die Wasserversorgung über öffentliche und private Brunnen.
1945 gehörte Lüdersen zur britischen Besatzungszone. Am 13. Januar 1946 wurde auf Initiative des damaligen Bürgermeisters, Friedrich Baumecker, der SPD-Ortsverein Lüdersen gegründet. Vor dem Zweiten Weltkrieg gab es in dem vorwiegend bäuerlich geprägten Dorf keine Grundlage für die SPD.
1949 wurde dem Ort das offizielle Dorfwappen mit dem über drei Berge springenden Wolf verliehen. Die drei Berge sind der Süllberg, der Wolfsberg und der Vörier Berg.
1955 errichteten die Diakonischen Werke Himmelsthür in der „Kayser-Villa“ ein Heim für behinderte Menschen in Lüdersen. In den folgenden Jahren wurde das Heim durch weitere Neubauten erweitert.
1964 wurde in Lüdersen mit dem Bau der Abwasserkanalisation begonnen. Eine eigene Kläranlage wurde errichtet. 1966 wurde der atombombensichere Fernmeldebunker der Bundeswehr am Rand des Süllbergs errichtet. Er war bis zum Jahr 1996 in Betrieb.
Am 1. Juni 1972 wurde der Ortsverband der CDU gegründet. Im Jahre 1973 wurde die Dorfgemeinschaftshalle (heute: Bergdorfhalle) errichtet. Im selben Jahr wurde die „Sportgemeinschaft Lüdersen“ gegründet.
Am 1. März 1974 gab im Rahmen einer Gemeindereform die bis dahin selbständige Gemeinde Lüdersen ihre Selbständigkeit auf und wurde ein Stadtteil der Stadt Springe. Da der Landkreis Springe gleichzeitig aufgelöst wurde, wurde Lüdersen ein Teil des Landkreises Hannover.
Im November 1976 wurde die Grundschule aufgelöst. Die Grundschule in Bennigsen nahm die Schüler auf. Die Bergbühne Lüdersen wurde im Jahre 1978 gegründet.
1991 wurde durch die Hannoversche Werkstätten GmbH eine Außenstelle in Lüdersen mit einer Wohngruppe und Werkstattplätzen für Menschen mit Autismus eröffnet. 1998 wurde Lüdersen Kreissieger im Wettbewerb Unser Dorf soll schöner werden. 1999 wurde der „Förderverein Lüdersen – Unser Dorf soll schöner werden“ gegründet.

### 21. Jahrhundert

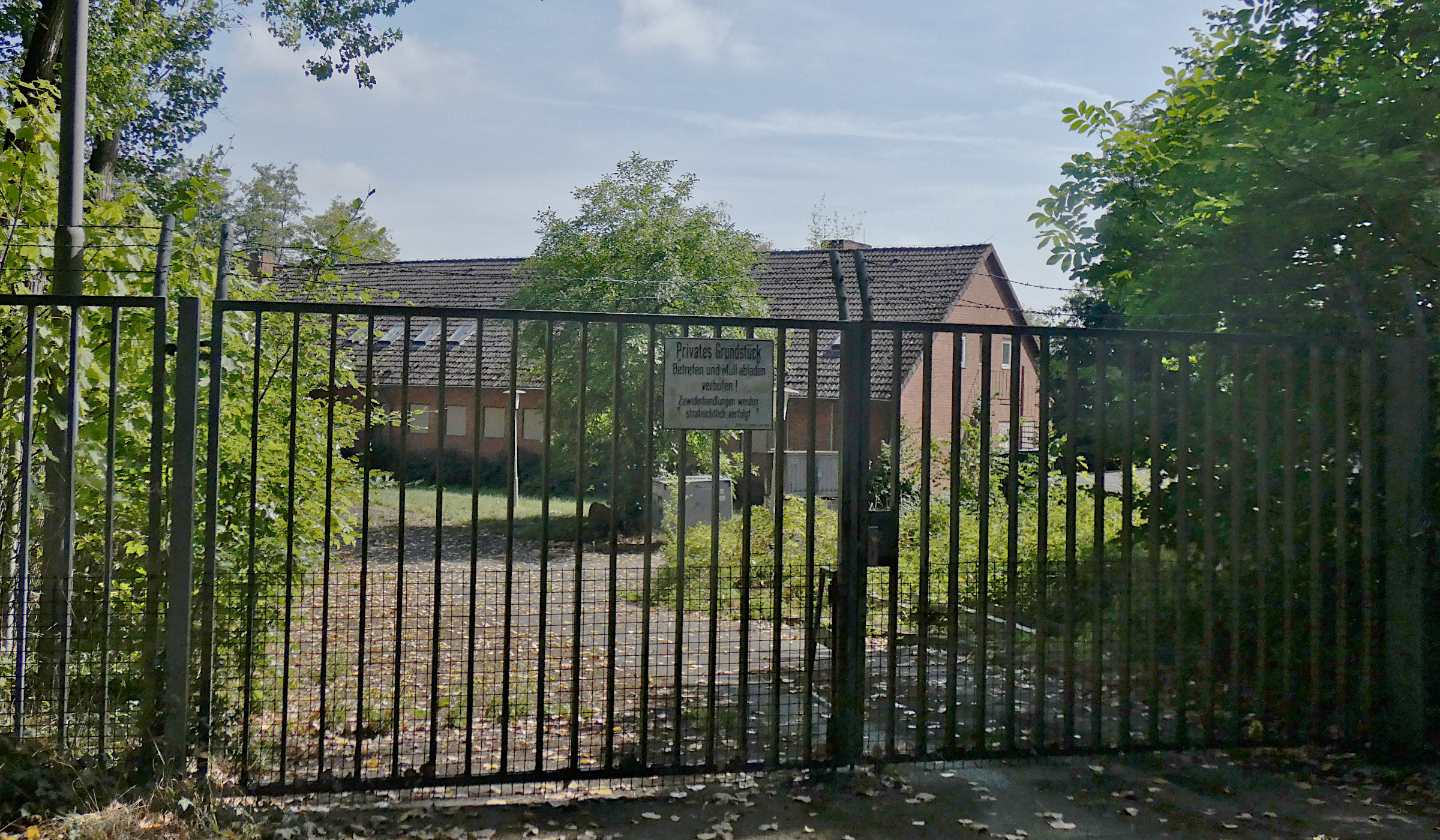
Atombunker Lüdersen

Seit 2001 gehört Lüdersen zur Region Hannover. Im Rahmen des 25-jährigen Vereinsbestehens der Bergbühne fanden 2003 in Lüdersen und Springe die „Niedersächsischen Amateurtheatertage“ statt.
2003 wurden erste Maßnahmen aus dem Dorferneuerungsprogramm angefangen (u. a. Erneuerung des Schulhofes und des Dorfplatzes, Errichtung des Brunnens „Am Heinsood“). Im Januar 2008 erwarb die Firma Sapiensis aus Hannover die ehemalige „Grundnetzschalt- und Vermittlungsstelle (GSVBw 21)“ mit ihrem unterirdisch gelegenen Atombunker Lüdersen am Rand des Süllbergs. Der Verein Vorbei e. V. hat der unter Denkmalschutz stehenden Anlage ein virtuelles Museum gewidmet.

### Einwohnerentwicklung
| - 1689: 0195 Einwohner - 1861: 0408 Einwohner - 1910: 0428 Einwohner - 1925: 0391 Einwohner - 1933: 0373 Einwohner | - 1939: 0379 Einwohner - 1961: 0882 Einwohner - 1964: 0850 Einwohner - 1970: 1130 Einwohner - 2003: 1014 Einwohner | - 2004: 1015 Einwohner - 2006: 0988 Einwohner - 2007: 0990 Einwohner - 2008: 0983 Einwohner - 2009: 0986 Einwohner | - 2011: 0970 Einwohner - 2013: 0969 Einwohner - 2014: 0991 Einwohner - 2015: 1001 Einwohner - 2017: 1012 Einwohner | - 2019: 999 Einwohner - 2022: 1016 Einwohner |

## Politik
Ortsbürgermeisterin ist Ursel Postrach (SPD).

### Wappen
Das Wappen wurde am 15. Januar 1949 durch das Ministerium des Innern genehmigt.
Blasonierung: „In Gold über grünem Dreiberg ein rotbewehrter, springender, schwarzer Wolf.“

## Kultur und Sehenswürdigkeiten
- St.-Marien-Kirche mit Wehrturm, Taufengel und historischem Friedhof
- Aussicht auf das Calenberger Land
- Hexenhäuschen am Linderter Weg
- Wolfsbergquelle

In Lüdersen gibt es eine regelmäßig erscheinende Zeitung, die Bergpost, mit Informationen zum aktuellen Geschehen im Ort.

### Regelmäßige Veranstaltungen
Es gibt folgende regelmäßige Veranstaltungen:
- Osterfeuer
- Aufstellen des Maibaumes
- Sommertheater der Bergbühne
- Dreiakter-Aufführungen der Bergbühne im Herbst
- Laternenumzug des DRK-Ortsvereins und der Freiwilligen Feuerwehr

## Wirtschaft und Infrastruktur
Lüdersen liegt an der Kreisstraße 227 (Streckenführung: Abzweig der L 389 zwischen Hiddestorf und Linderte bis Bennigsen). Die Bundesstraßen 3 und 217 führen wenige Kilometer an Lüdersen vorbei.
Die Bahnstrecke Hannover–Altenbeken führt direkt am Dorf vorbei. Dadurch besteht Anschluss nach Hannover, zum Flughafen Hannover, nach Springe, Hameln, Bad Pyrmont und Paderborn. Eine Haltestelle der S-Bahn Hannover liegt im etwa einen Kilometer entfernten Nachbarort Bennigsen. Von dort besteht Busanschluss. Die Organisation Pro Bahn fordert die Einrichtung einer S-Bahn-Haltestelle in Lüdersen.
Der Ort ist mit dem Bus von Hannover aus zu erreichen. Ebenso besteht an Schultagen eine Busverbindung nach Springe.

## Persönlichkeiten
- Jörg Sievers (* 1965), ehemaliger Fußballtorhüter
- Brian Baatzsch (* 1995), Abgeordneter des niedersächsischen Landtags